# Doulevant-le-Château
Doulevant-le-Château és un municipi francès situat al departament de l'Alt Marne i a la regió del Gran Est. L'any 2007 tenia 445 habitants.

## Demografia

### Població
El 2007 la població de fet de Doulevant-le-Château era de 445 persones. Hi havia 180 famílies de les quals 48 eren unipersonals (16 homes vivint sols i 32 dones vivint soles), 68 parelles sense fills, 56 parelles amb fills i 8 famílies monoparentals amb fills.
La població ha evolucionat segons el següent gràfic:
Habitants censats

### Habitatges
El 2007 hi havia 230 habitatges, 180 eren l'habitatge principal de la família, 23 eren segones residències i 26 estaven desocupats. 206 eren cases i 23 eren apartaments. Dels 180 habitatges principals, 118 estaven ocupats pels seus propietaris, 51 estaven llogats i ocupats pels llogaters i 11 estaven cedits a títol gratuït; 2 tenien dues cambres, 17 en tenien tres, 49 en tenien quatre i 112 en tenien cinc o més. 128 habitatges disposaven pel capbaix d'una plaça de pàrquing. A 84 habitatges hi havia un automòbil i a 64 n'hi havia dos o més.

### Piràmide de població
La piràmide de població per edats i sexe el 2009 era:
| Homes | Edats   | Dones |
| ----- | ------- | ----- |
| 0     | 95 o +  | 0     |
| 0     | 90 a 94 | 0     |
| 0     | 85 a 89 | 4     |
| 4     | 80 a 84 | 0     |
| 12    | 75 a 79 | 24    |
| 8     | 70 a 74 | 16    |
| 16    | 65 a 69 | 12    |
| 0     | 60 a 64 | 8     |
| 4     | 55 a 59 | 8     |
| 8     | 50 a 54 | 4     |
| 16    | 45 a 49 | 8     |
| 24    | 40 a 44 | 8     |
| 28    | 35 a 39 | 28    |
| 12    | 30 a 34 | 20    |
| 16    | 25 a 29 | 28    |
| 12    | 20 a 24 | 8     |
| 20    | 15 a 19 | 8     |
| 8     | 10 a 14 | 20    |
| 16    | 5 a 9   | 32    |
| 12    | 0 a 4   | 24    |

## Economia
El 2007 la població en edat de treballar era de 252 persones, 189 eren actives i 63 eren inactives. De les 189 persones actives 173 estaven ocupades (98 homes i 75 dones) i 16 estaven aturades (6 homes i 10 dones). De les 63 persones inactives 20 estaven jubilades, 16 estaven estudiant i 27 estaven classificades com a «altres inactius».

### Ingressos
El 2009 a Doulevant-le-Château hi havia 174 unitats fiscals que integraven 430 persones, la mediana anual d'ingressos fiscals per persona era de 15.304 €.

### Activitats econòmiques
Dels 28 establiments que hi havia el 2007, 1 era d'una empresa extractiva, 1 d'una empresa alimentària, 1 d'una empresa de fabricació d'altres productes industrials, 2 d'empreses de construcció, 5 d'empreses de comerç i reparació d'automòbils, 4 d'empreses de transport, 2 d'empreses d'hostatgeria i restauració, 1 d'una empresa d'informació i comunicació, 1 d'una empresa financera, 1 d'una empresa de serveis, 5 d'entitats de l'administració pública i 4 d'empreses classificades com a «altres activitats de serveis».
Dels 10 establiments de servei als particulars que hi havia el 2009, 1 era una gendarmeria, 1 oficina de correu, 2 oficines bancàries, 1 taller de reparació d'automòbils i de material agrícola, 1 paleta, 1 lampisteria, 2 perruqueries i 1 restaurant.
Dels 4 establiments comercials que hi havia el 2009, 1 era una botiga de més de 120 m², 1 una botiga de menys de 120 m², 1 una peixateria i 1 una joieria.
L'any 2000 a Doulevant-le-Château hi havia 8 explotacions agrícoles que ocupaven un total de 1.264 hectàrees.

## Equipaments sanitaris i escolars
L'únic equipament sanitari que hi havia el 2009 era una farmàcia.
El 2009 hi havia una escola elemental.

## Poblacions més properes
El següent diagrama mostra les poblacions més properes.